# Strada Statale 507 di Cogne
Die Strada Statale 507 di Cogne (SS 507) (it.) bzw. Route nationale 507 de Cogne (RN507) (frz.) ist eine ehemalige italienische Staatsstraße in der Autonomen Region Aostatal und bildet heute die Regionalstraße 47.
Die Straße führt aus dem Tal der Dora Baltea (frz. Doire baltée), wo sie beim Schloss Sarre in der Gemeinde Sarre von der Staatsstraße 26 abzweigt, in das südlich gelegene Cognetal.
Die Straße führt zunächst zur Autobahnauffahrt Aosta Ovest/Aoste ouest der Autobahn A5 von Turin zum Mont-Blanc-Tunnel, die auch als Europastraße 25 bezeichnet wird, und überquert danach die Dora Baltea. Sie durchquert Aymavilles und steigt oberhalb der Ortschaft zur Schlucht des Flusses Grand Eyvia, welchem sie kurvenreich durch das lange, schmale Gebirgstal folgt. Teilweise führt sie durch den Randbereich des Nationalparks Gran Paradiso, erreicht die Fraktionen Épinel, Crétaz und endet schließlich in Cogne.
Eine erste Straße nach Cogne entstand bis 1824 dank der Initiative des Arztes und Bürgermeisters von Cogne César Emmanuel Grappein.  Bis zum Bau der Bergwerksbahn Cogne–Eaux-Froides 1916 bis 1922 war sie die einzige Verkehrsverbindung in das Tal.
Im Jahr 1994 wurde die Zuständigkeit für die Straße der Autonomen Region Aostatal übertragen, und das Bauwerk wurde neu als Regionalstraße eingestuft.